# Scymnus luctuosus
Scymnus luctuosus är en skalbaggsart som beskrevs av Thomas Casey 1899. Scymnus luctuosus ingår i släktet Scymnus och familjen nyckelpigor. Inga underarter finns listade i Catalogue of Life.